# Покалівська волость
Покалівська волость — історична адміністративно-територіальна одиниця Овруцького повіту Волинської губернії Російської імперії. Волосний центр — село Покалів.
Станом на 1885 рік складалася з 33 поселень, 15 сільських громад. Населення — 7890 осіб (3844 чоловічої статі та 4046 — жіночої), 798 дворових господарств.
|                     | Площа, десятин | У тому числі орної, дес. |
| ------------------- | -------------- | ------------------------ |
| Сільських громад    | 9224           | 8762                     |
| Приватної власності | 12296          | 3946                     |
| Казенної власності  | —              | —                        |
| Іншої власності     | 167            | 96                       |
| Загалом             | 21687          | 12804                    |

Основні поселення волості:
- Покалів (пол. Pokalew[2])  — колишнє власницьке село за 15 верст від повітового міста, 570 осіб, 86 дворових господарств, православна церква, школа. За 7 верст — село різночинців із 1080 мешканцями, православною церквою, водяним й 3 вітряними млинами.
- Годотемль — колишнє власницьке село при річці Норинь, 232 особи, 57 дворових господарств, православна церква.
- Клинець — колишнє власницьке село при річці Булдинка, 387 осіб, 61 дворове господарство, православна церква.
- Коптівщина — колишнє власницьке село при струмкові, 117 осіб, 74 дворових господарства, православна церква, вітряний млин, винокурний завод.
- Нижня Рудня — колишнє власницьке село при річці Словечна, 535 осіб, 77 дворових господарств, водяний млин, сукновальня, залізний завод.
- Хлупляни — колишнє власницьке село, 513 осіб, 75 дворових господарств, православна церква, водяний млин.
- Черепин — колишнє власницьке село, 194 особи, 27 дворових господарств, православна церква, вітряний млин.